# Carinthia (navire, 1956)
Le Carinthia est un paquebot construit en 1954 par les chantiers John Brown & Company de Clydebank pour la compagnie Cunard Line. Il est lancé le 14 décembre 1955 et mis en service le 27 juin 1956.

## Histoire

### Contexte
En 1951, la Cunard Line commande quatre navires aux chantiers John Brown & Company de Clydebank pour s’imposer face à la Canadian Pacific Steamship Company sur la liaison Liverpool↔Montréal. Il s’agit de la classe Saxonia, composée du Saxonia, de l’Ivernia, du Carinthia et du Sylvania.

### Construction
Le Carinthia est un paquebot construit en 1954 par les chantiers John Brown & Company de Clydebank pour la compagnie Cunard Line. Il est lancé le 14 décembre 1955 et mis en service le 27 juin 1956.

### Cunard Line
En avril 1959, il endommage son hélice tribord dans les glaces à Montréal.
En janvier 1961, au cours de sa refonte, il est bloqué dans en cale sèche à Liverpool pendant seize semaines par les grèvistes de l’Amalgamated Engineering Union. Le 30 août suivant, il heurte le Tadoussac dans le brouillard à 30 milles nautiques de Québec.

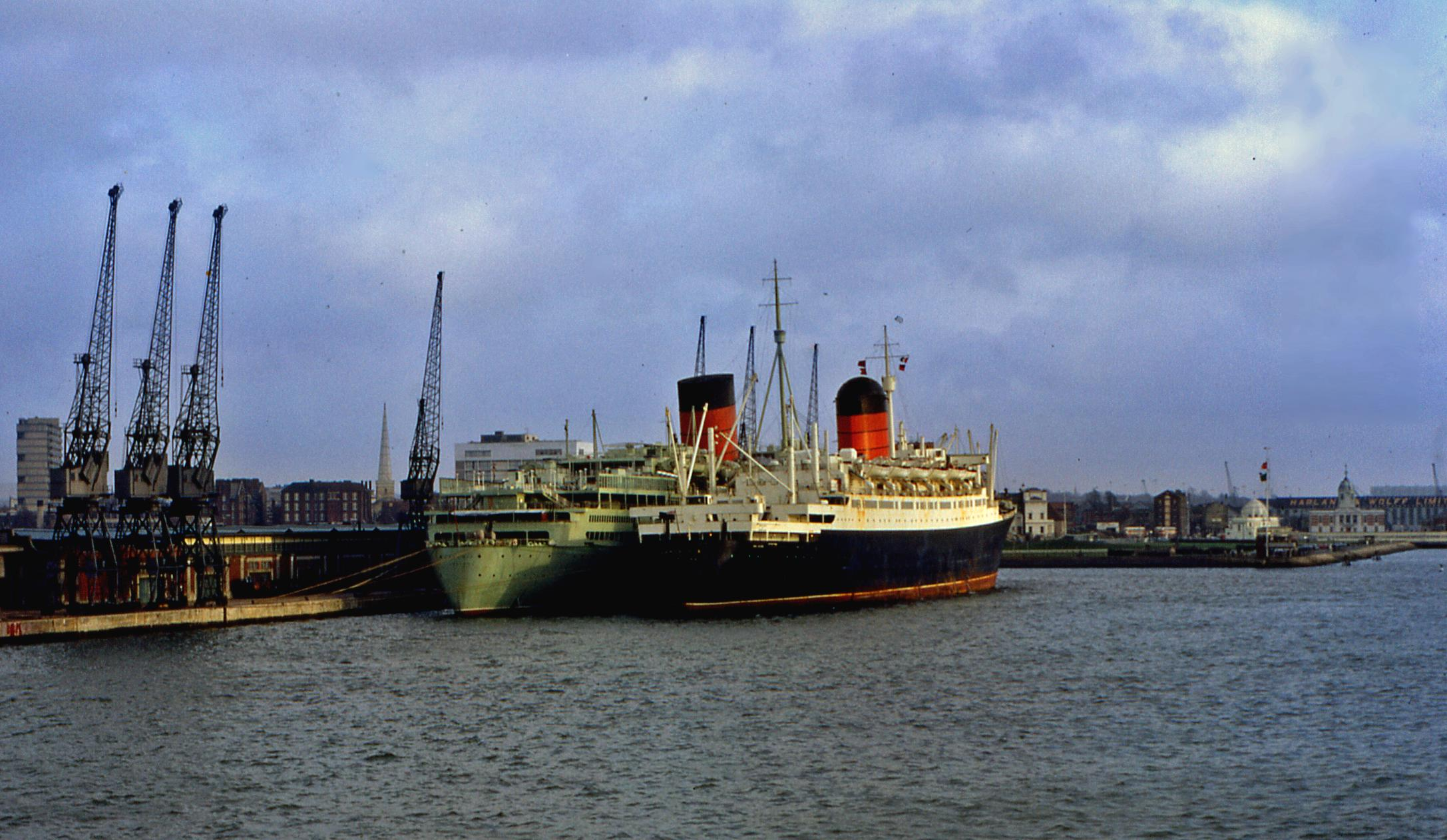
Le Caronia (à gauche) et le Carinthia (à droite) désarmé à Southampton en 1967.

En 1963, il est amélioré et reçoit 80 cabines de classe touriste; mais est retiré du service en 1967 à cause des importantes pertes de la Cunard Line à la suite de la grève de 1966 lors de laquelle il reste amarré à Liverpool pendant six semaines. Par conséquent, la Cunard Line le désarme avec le Carinthia et le Caronia à Southampton et les met en vente.

### Sitmar Line
En février 1968, il est vendu à la compagnie Sitmar Line (en) qui le renomme Fairland. La compagnie souhaite le mettre en service entre Southampton et l’Australie, mais cet itinéraire est en perte de vitesse à cause du développement de l’aviation et le navire reste désarmé à Southampton jusqu’en 1970, lorsqu’il est transformé en navire de croisière à Trieste. Il est remis en service le 3 novembre 1971 et effectue des croisières depuis les États-Unis sous le nom de Fairsea.

### P & O Cruises
En 1988, Sitmar Line (en) est rachetée par la P & O Cruises en juillet 1988 et le navire est transféré à la flotte de Princess Cruises qui le fait naviguer sous le nom de Fair Princess.
En 1995, Regency Cruises essaye de le racheter, mais fait faillite avant que le contrat ne soit signé et le navire est désarmé à Mazatlan avant d’être transféré à la flotte de  P & O Cruises à l’été 1996 pour remplacer le Fairstar (en) sur les croisières australiennes.
Le 27 février 1998, une croisière est annulée après que ses moteurs ne soient tombés en panne.

### Chine
En juin 2000, la P & O Cruises annule les croisières du Fair Princess et annonce la vente du navire à la compagnie Emerald Sea Cruises. Le navire quitte la flotte de P & O Cruises en novembre 2000 après avoir servi d’hôtel flottant pendant les Jeux olympiques de Sydney.
En février 2001, il est renommé China Sea Discovery et effectue des croisières en mer de Chine méridionale, mais les croisières ne font pas recette et le navire est désarmé à Kaohsiung en juin.

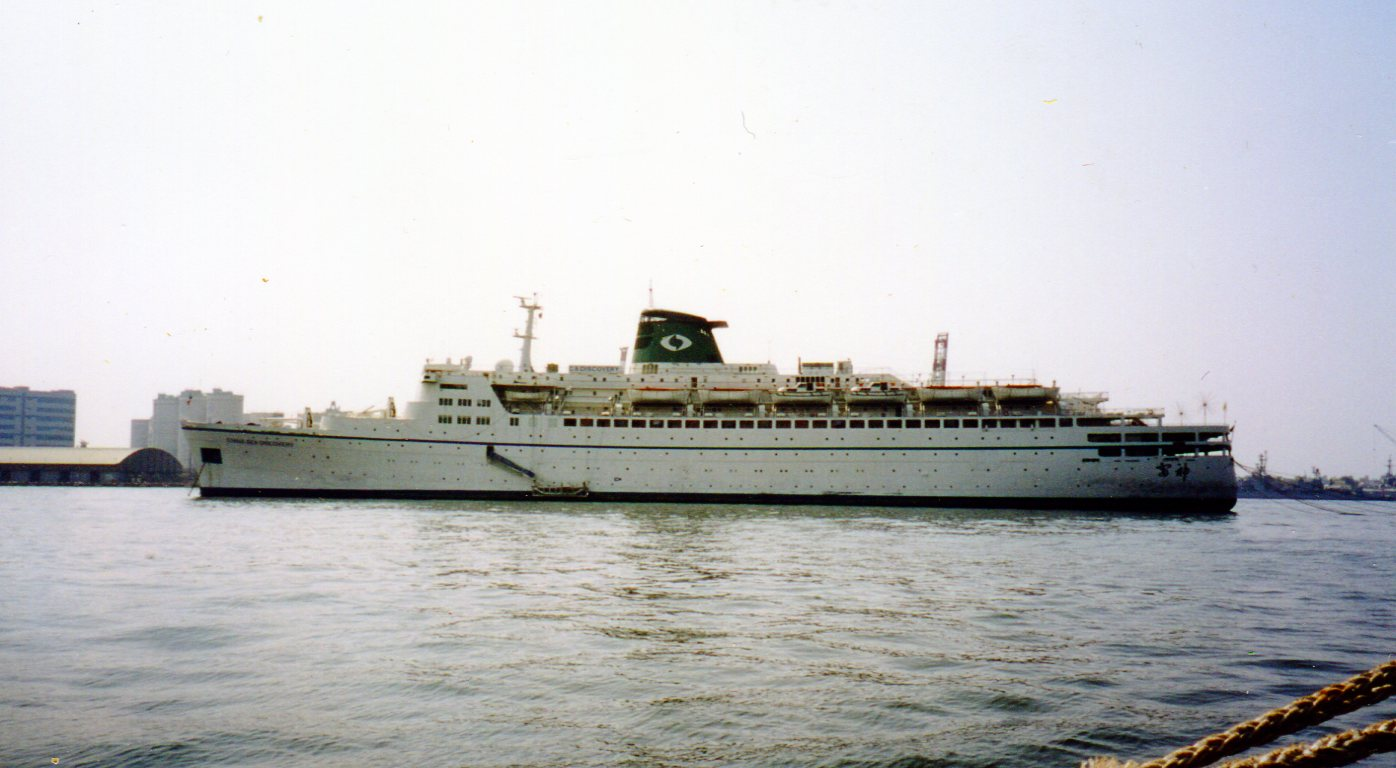
Le China Sea Discovery ancré à Kaohsiung en février 2002.

En 2002, il est vendu à la compagnie China Sea Cruises qui essaye de le remettre en service, mais le fiasco est à nouveau total et le navire est désarmé à
Hong Kong.

### Fin
En 2005, il est vendu à la casse et renommé Sea Discovery. Il arrive à Alang le 20 novembre 2005 et est détruit.
Le 17 février 2006, alors qu’il et en cours de démolition, un incendie se déclare à bord et tue 9 ouvriers.

## Navires jumeaux
Il a trois navires jumeaux:
- l’Ivernia, qui a été détruit en 2004 à Alang.
- le Saxonia, qui a été détruit en 1999 à Alang.
- le Sylvania, qui a été détruit en 2004 à Alang.